# Inconfidentes
Inconfidentes is een gemeente in de Braziliaanse deelstaat Minas Gerais. De gemeente telt 7.692 inwoners (schatting 2009).

## Aangrenzende gemeenten
De gemeente grenst aan Bom Repouso, Borda da Mata, Bueno Brandão, Ouro Fino en Tocos do Moji.